# Orientierungslauf-Weltcup 1994
Der Orientierungslauf-Weltcup 1994 war die fünfte Auflage der internationalen Wettkampfserie im Orientierungslauf. Insgesamt gab es neun Wettkämpfe, darunter erstmals auch drei Staffelläufe.
Bei den Herren gewann der Norweger Petter Thoresen die Gesamtwertung, bei den Damen Marlena Jansson aus Schweden. Die Staffelwertungen gewann Norwegen bei den Herren und bei den Damen.

## Austragungsorte
| Wettkampf | Datum         | Austragungsort    | Wettbewerb                  | Bemerkung |
| --------- | ------------- | ----------------- | --------------------------- | --------- |
| 1         | 3. April      | Woodhill          | Klassikdistanz              |           |
| 2         | 6. April      | Nerrina           | Kurzdistanz                 |           |
| 3         | 8. April      | Little Hard Hills | Staffel                     |           |
| 4         | 10. August    | Kristiansand      | Klassikdistanz              |           |
| 5         | 13. August    | Jægerspris        | Klassikdistanz, Massenstart |           |
| 6         | 14. August    | Jægerspris        | Staffel                     |           |
| 7         | 25. September | Quedlinburg       | Klassikdistanz              |           |
| 8         | 29. September | Jičín             | Staffel                     |           |
| 9         | 1. Oktober    | Jičín             | Klassikdistanz              |           |

## Ergebnisse

### 1. Wettkampf (Klassikdistanz in Neuseeland)
| Männer | Männer | Männer           | Männer    |
| Platz  | Land   | Athlet           | Zeit      |
| ------ | ------ | ---------------- | --------- |
| 1      | NZL    | Alistair Landels | 1:44:12 h |
| 2      | FIN    | Mika Kuisma      | 1:45:11 h |
| 3      | SWE    | Johan Ivarsson   | 1:46:35 h |
| 4      | SUI    | Thomas Bührer    | 1:48:45 h |
| 5      | DEN    | Chris Terkelsen  | 1:49:13 h |
| 6      | NOR    | Petter Thoresen  | 1:49:16 h |

| Frauen | Frauen | Frauen           | Frauen    |
| Platz  | Land   | Athlet           | Zeit      |
| ------ | ------ | ---------------- | --------- |
| 1      | SWE    | Gunilla Svärd    | 1:25:47 h |
| 2      | SWE    | Anna Bogren      | 1:26:49 h |
| 3      | NOR    | Torunn Fossli    | 1:27:13 h |
| 4      | SUI    | Sabrina Fesseler | 1:27:14 h |
| 5      | NOR    | Hanne Sandstad   | 1:27:31 h |
| 6      | SWE    | Annika Zell      | 1:28:27 h |

### 2. Wettkampf (Kurzdistanz in Australien)
| Männer | Männer | Männer            | Männer    |
| Platz  | Land   | Athlet            | Zeit      |
| ------ | ------ | ----------------- | --------- |
| 1      | FIN    | Janne Salmi       | 27:44 min |
| 2      | GBR    | Steven Hale       | 27:52 min |
| 3      | SWE    | Jörgen Mårtensson | 27:55 min |
| 4      | DEN    | Chris Terkelsen   | 28:11 min |
| 5      | SWE    | Arto Rautiainen   | 28:43 min |
| 6      | SWE    | Lars Holmqvist    | 28:45 min |

| Frauen | Frauen | Frauen                  | Frauen    |
| Platz  | Land   | Athlet                  | Zeit      |
| ------ | ------ | ----------------------- | --------- |
| 1      | NOR    | Hanne Staff             | 27:42 min |
| 2      | CZE    | Jana Cieslarova         | 28:39 min |
| 3      | GBR    | Yvette Hague            | 28:53 min |
| 4      | FIN    | Reeta-Mari Kolkkala     | 29:39 min |
| 5      | FIN    | Eija Koskivaara         | 29:53 min |
| 6      | NOR    | Ragnhild Bente Andersen | 30:09 min |

### 3. Wettkampf (Staffel in Australien)
| Männer | Männer | Männer                                           | Männer    |
| Platz  | Land   | Athlet                                           | Zeit      |
| ------ | ------ | ------------------------------------------------ | --------- |
| 1 (1)  | NOR 1  | Bjørnar Valstad Håvard Tveite Petter Thoresen    | 2:10:11 h |
| 2 (1)  | NOR 2  | Kjetil Bjørlo Anders Bjørnsgaard Jon Tvedt       | 2:12:15 h |
| 3 (2)  | SWE 1  | Arto Rautiainen Jörgen Mårtensson Johan Ivarsson | 2:12:28 h |
| 4 (3)  | CZE    | Petr Kozák Petr Vavrys Tomas Prokes              | 2:12:35 h |
| 5 (4)  | FIN 1  | Kaj Roine Janne Salmi Mika Kuisma                | 2:16:50 h |
| 6 (5)  | DEN    | Allan Mogensen Chris Terkelsen Carsten Jørgensen | 2:16:52 h |

| Frauen | Frauen | Frauen                                           | Frauen    |
| Platz  | Land   | Athlet                                           | Zeit      |
| ------ | ------ | ------------------------------------------------ | --------- |
| 1 (1)  | CZE    | Marcela Kubatkova Marie Honzova Jana Cieslarova  | 2:09:41 h |
| 2 (2)  | NOR 1  | Hanne Staff Torunn Fossli Ragnhild B. Andersen   | 2:13:42 h |
| 3 (3)  | FIN 2  | Johanna Tiira Eija Koskivaara Kirsu Tiira        | 2:15:24 h |
| 4 (4)  | SUI 1  | Vroni König Brigitte Wolf Sabrina Fesseler       | 2:16:56 h |
| 5 (3)  | FIN 1  | Annika Viilo Anniina Paronen Riita-Mari Kolkkala | 2:18:32 h |
| 6 (2)  | NOR 2  | Ann-Kristin Hogseth Gro Sandstad Hanne Sandstad  | 2:24:48 h |

### 5. Wettkampf (Klassikdistanz in Dänemark)
| Männer | Männer | Männer            | Männer    |
| Platz  | Land   | Athlet            | Zeit      |
| ------ | ------ | ----------------- | --------- |
| 1      | CZE    | Rudolf Ropek      | 1:30:57 h |
| 2      | NOR    | Petter Thoresen   | 1:30:59 h |
| 3      | DEN    | Carsten Jørgensen | 1:31:00 h |
| 4      | GBR    | Steven Hale       | 1:33:06 h |
| 5      | SWE    | Johan Ivarsson    | 1:33:08 h |
| 6      | SWE    | Lars Holmqvist    | 1:33:09 h |

| Frauen | Frauen | Frauen          | Frauen    |
| Platz  | Land   | Athlet          | Zeit      |
| ------ | ------ | --------------- | --------- |
| 1      | SWE    | Marlena Jansson | 1:18:51 h |
| 2      | EST    | Kulli Kaljus    | 1:19:13 h |
| 3      | GBR    | Yvette Hague    | 1:19:31 h |
| 4      | ESP    | Anna Garin      | 1:19:33 h |
| 5      | SWE    | Anna Bogren     | 1:19:35 h |
| 6      | SWE    | Gunilla Svärd   | 1:19:39 h |

## Gesamtwertung

### Einzel
| Männer | Männer | Männer            | Männer |
| Platz  | Land   | Athlet            | Punkte |
| ------ | ------ | ----------------- | ------ |
| 1      | NOR    | Petter Thoresen   | 183    |
| 2      | FIN    | Janne Salmi       | 176    |
| 3      | FIN    | Mika Kuisma       | 171    |
| 4      | NOR    | Håvard Tveite     | 170    |
| 5      | DEN    | Carsten Jørgensen | 169    |
| 6      | SWE    | Jörgen Mårtensson | 167    |
| 7      | CZE    | Rudolf Ropek      | 165    |
| 8      | SWE    | Johan Ivarsson    | 165    |
| 9      | DEN    | Chris Terkelsen   | 163    |
| 10     | GBR    | Steven Hale       | 158    |

| Frauen | Frauen | Frauen           | Frauen |
| Platz  | Land   | Athlet           | Punkte |
| ------ | ------ | ---------------- | ------ |
| 1      | SWE    | Marlena Jansson  | 193    |
| 2      | GBR    | Yvette Hague     | 179    |
| 3      | NOR    | Hanne Staff      | 173    |
| 4      | NOR    | Hanne Sandstad   | 171    |
| 5      | SWE    | Anna Bogren      | 163    |
| 6      | SWE    | Gunilla Svärd    | 159    |
| 7      | SUI    | Sabrina Fesseler | 158    |
| 8      | SWE    | Maria Gustavsson | 157    |
| 9      | FIN    | Reeta Kolkkala   | 146    |
| 10     | SUI    | Vroni König      | 145    |

### Staffel
Die besten beiden Ergebnisse kamen in die Gesamtwertung.
| Männer | Männer                 | Männer | Männer |
| Platz  | Land                   | Punkte |        |
| ------ | ---------------------- | ------ | ------ |
| 1      | Norwegen               | 37+    |        |
| 2      | Schweden               | 37     |        |
| 3      | Dänemark               | 31     |        |
| 4      | Tschechien             | 30     |        |
| 5      | Finnland               | 28     |        |
| 6      | Vereinigtes Königreich | 24     |        |
| 7      | Estland                | 22     |        |
| 8      | Schweiz                | 17     |        |
| 9      | Frankreich             | 16     |        |
| 10     | Neuseeland             | 12     |        |

| Frauen | Frauen                 | Frauen | Frauen |
| Platz  | Land                   | Punkte |        |
| ------ | ---------------------- | ------ | ------ |
| 1      | Norwegen               | 34     |        |
| 2      | Schweiz                | 33+    |        |
| 3      | Schweden               | 33     |        |
| 4      | Vereinigtes Königreich | 32     |        |
| 5      | Tschechien             | 30     |        |
| 6      | Finnland               | 30     |        |
| 7      | Dänemark               | 22     |        |
| 8      | Deutschland            | 17     |        |
| 9      | Ungarn                 | 14+    |        |
| 10     | Russland               | 14     |        |